# Johannes Hug
Johannes Hug (auch Johannes Hugo, Johannes Hugonis; * um 1455 in Schlettstadt; † nach 1505 wohl in Straßburg) war ein in Straßburg wirkender, kanonistisch gebildeter Geistlicher und Autor.

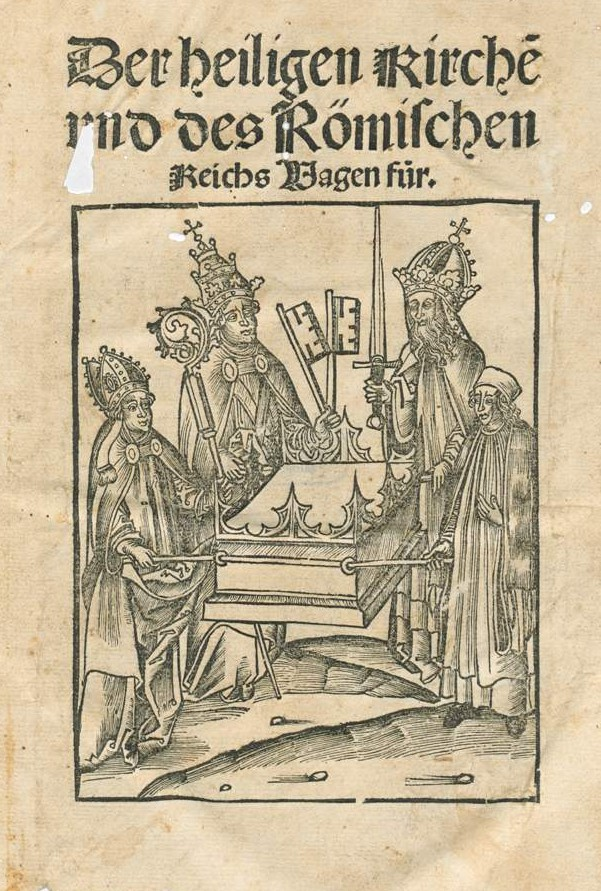
Titelblatt der deutschen Übersetzung 1504

## Leben
Zu Hug sind kaum Lebenszeugnisse auszumachen. Bevor er 1470 in Erfurt immatrikuliert wurde, erhielt er eine Ausbildung an der Lateinschule Schlettstadt unter dem berühmten Lehrer Ludwig Dringenberg (wie Jakob Wimpfeling bezeugt). Seinem Werk beigegebene Notariatsinstrumente zeigen ihn als Vikar bzw. Pfarrer von St. Stephan in Straßburg 1498 und 1500. 1502 nennt ihn ein Ablassbrief von Kardinal Raimund Peraudi. Ob der Brief eines Johannes Hugonis von 1522 sich auf ihn bezieht, ist unklar.
1506 gab der Strassburger Autor Johannes Adelphus Muling seiner Ausgabe des Musiktraktats "Lilium musicae planae" des Michael Keinspeck den 1506 datierten lateinischen Brief eines Straßburgers Johannes Hugo an einen nicht genannten Kartäuser bei. In ihm darf wohl der gelehrte Pfarrer von St. Stephan gesehen werden.
1504 erschien von Hug in einer lateinischen und deutschen Fassung bei Johannes Grüninger in Straßburg sein mit qualitätvollen Holzschnitten illustriertes Werk „Quadruvium“, eine stark kirchenrechtlich geprägte Auseinandersetzung mit den Rollen von Papst, Kaiser, Bischöfen, Pfarrern und Laien, für J. Franck das "erste Lehrbuch des deutschen Staatsrechts" (ADB). Das stark zeitkritische Buch lässt sich dem zeitgenössischen Reformdiskurs zuordnen, der eine Neuordnung von Kirche und Reich anstrebte. Wahrscheinlich kannte der gleichzeitig im Elsass wirkende sogenannte Oberrheinische Revolutionär Hugs Werk, das dieser Kardinal Peraudi, dem Mainzer Kurfürsten Berthold von Henneberg und König Maximilian I. widmete. Hug kann nicht als Humanist angesprochen werden, sein „Quadruvium“ steht in der Tradition kanonistisch-gelehrter Werke.
Der lateinische Druck liegt in zwei Varianten vor. Die Straßburger Ausgabe von 1504 wurde 1509 in Paris nachgedruckt, und noch 1549 wurde der Text in ein riesiges juristisches Sammelwerk aufgenommen (Tractatus universi iuris, Lyon 1549, nochmals Venedig 1584).